# Chouans

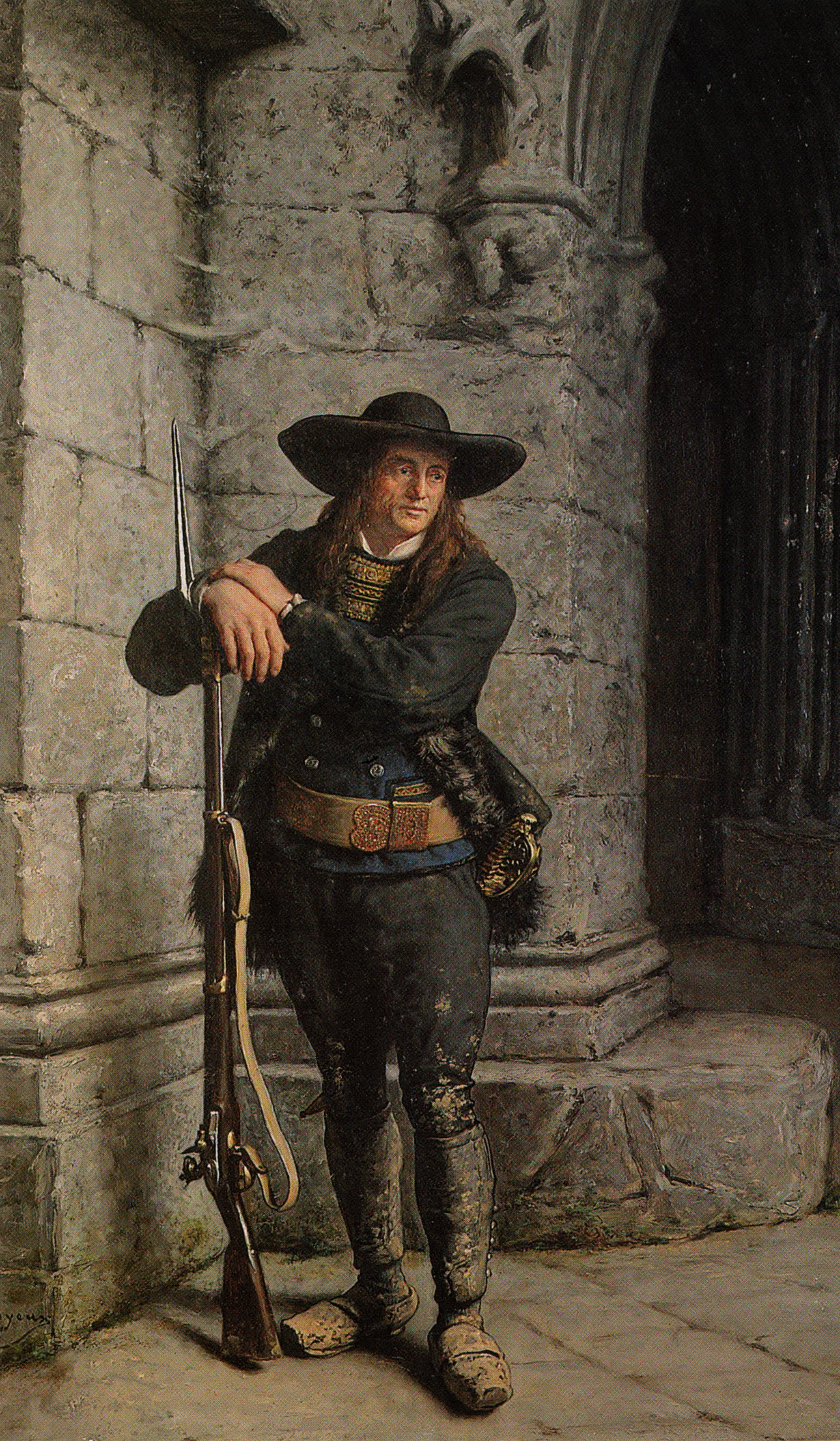
Breton com a sentinella davant d'una església, pintura de Charles Loyeux.

Els chouans eren insurgents reialistes de la Bretanya, Maine, la Baixa Normandia i el nord d'Anjou durant les guerres de Chouanrie.
Actius al nord del Loira, els chouans es distingeixen dels "Vendéans", actius per la seva part al sud del riu, al Bas-Poitou, al sud d'Anjou i al Pays de Retz bretó.

## Origen del nom
Els membres de la família Cottereau portaven aquest sobrenom de "Chouan" (en galó "gat que xiula", o "choin", nom local del gamarús eurasiàtic), segons alguns, perquè el seu avantpassat era naturalment trist i taciturn {nota, 1}, segons diuen, d'altres, perquè amb el contraban de sal, van falsificar el crit del gat xiulant per avisar-se i reconèixer-se. Aquesta versió la dona Jacques Duchemin des Cepeaux, que afirma tenir aquest detall de l'últim germà de Jean Chouan:
| «                               | "El cognom de Jean Chouan era Cottereau; El sobrenom de Chouan va ser donat al seu avi perquè era naturalment taciturn i trist, i perquè, a les reunions, sempre es trobava en un racó a part. Des d'allà se'l va anomenar Chouan (el gat-xiu). Des d'aleshores, la família Cottereau ha conservat aquest sobrenom. Aleshores es va lliurar a tots els homes que es reunien per lluitar sota les ordres de Joan, i finalment als altres reialistes armats de les províncies occidentals. | » |
| — Jacques Duchemin des Cepeaux, | |   |

Jean Chouan va prendre les armes el 15 d'agost de 1792 a Saint-Ouën-des-Toits per oposar-se al reclutament de voluntaris.
Aquest nom de "chouans" apareix per primera vegada en un document de l'administració republicana el 27 d'octubre de 1793, quan el districte de Fougères informa en el seu registre de deliberacions:
| « | Els pagesos estan en estat de preocupació i alarma, els bandolers són a Balazé, quinze bandolers de Petite Vendée al capdavant dels quals hi ha els germans Chouan. Aquests homes sembla que eren els mateixos que van fer una incursió a mitjans d'agost a Montautour, Châtillon, Parcé. | » |
| — | |   |

El terme s'utilitzarà ràpidament per designar els insurgents del nord del Loira.
Historiadors del segle XIX — Savary; Joseph Lequinio, l'autor de les Memòries d'un administrador dels exèrcits republicans a Vendée; Sobretot Joseph de Puisaye, més informat que ningú, ja que era el líder suprem de la Chouannerie -afirmen que els germans Chouan van donar nom a la insurrecció que van ser els primers a organitzar.

## La Chouannerie

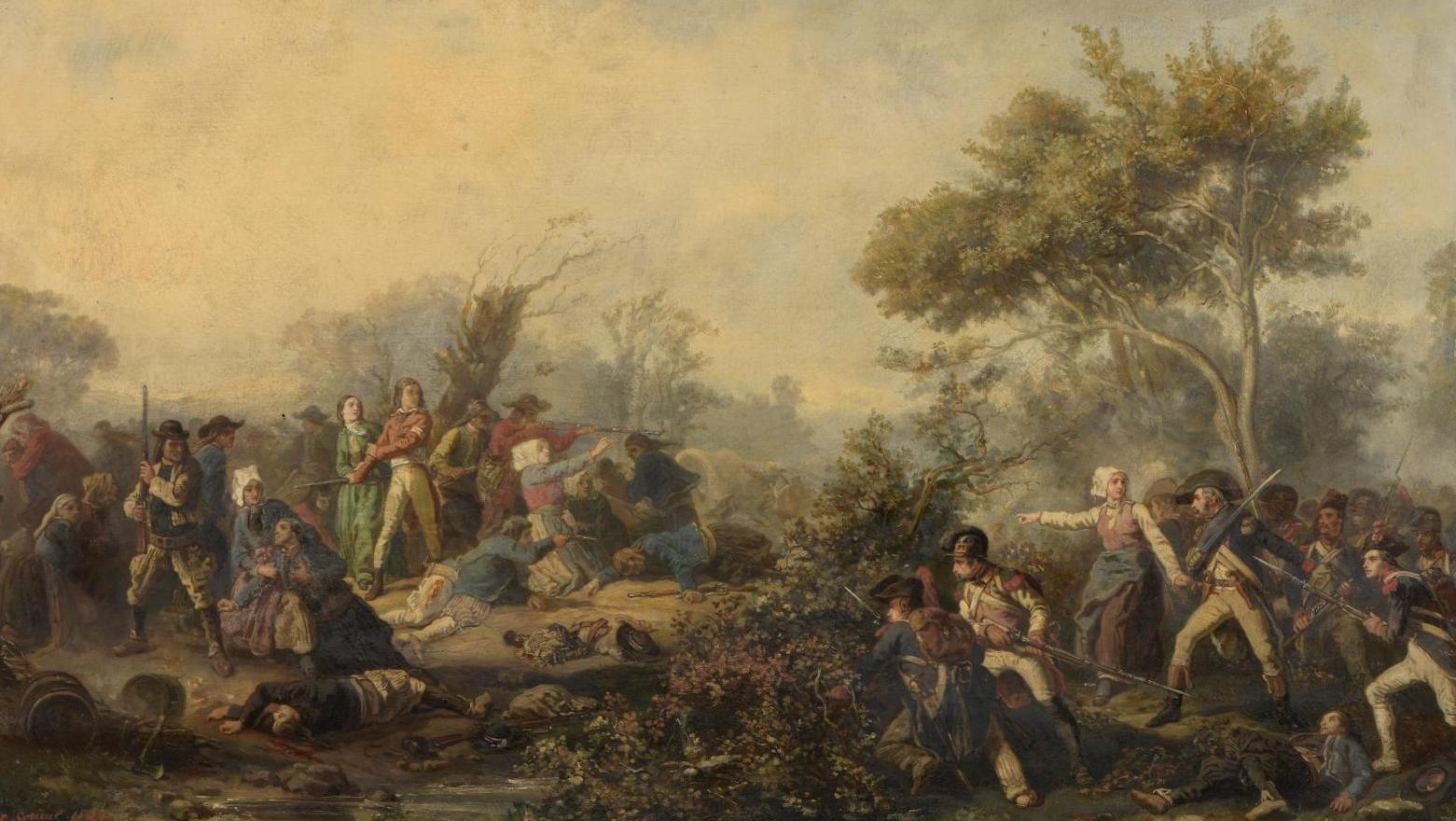
La insurrecció dels Chouans, oli sobre tela de Jean Sorieul, 1856.

Els primers disturbis a l'oest de França van esclatar el gener de 1791 i es van multiplicar a partir de la primavera de 1792. El març de 1793, Bretanya, Maine, Anjou i Poitou es van veure afectats per una vasta insurrecció camperola contra l'impost en massa. Al nord del Loira, els patriotes van reprimir la revolta, però al sud del riu els insurgents van resistir, provocant així l'inici de la guerra de Vendée. Anomenats genèricament els "Vendéans" després de la batalla de Pont-Charrault, els insurgents del sud del Loira van formar un "Exèrcit Catòlic i Reial" que va aconseguir diverses victòries contra els republicans però que va acabar sent aixafat l'octubre de 1793 a la Batalla de Cholet. Acorralat a la vora del Loira, l'exèrcit de la Vendée va travessar el riu amb l'esperança de rellançar la insurrecció a la Bretanya i Maine. Durant aquesta expedició, anomenada Gir de Galerna, diversos milers de bretons i mainiots es van unir a l'exèrcit de la Vendée on van formar un cos que es va anomenar «Petite Vendée». L'exèrcit de la Vendée va marxar fins a Granville, a Normandia, però va acabar sent exterminat a la batalla de Le Mans i la batalla de Savenay el desembre de 1793.
La Gir de Galerna és l'origen directe de la Chouannerie que va néixer realment el desembre de 1793. Formats al voltant d'un nucli de combatents experimentats de la "Petita Vendée", els chouans practiquen una mena de guerrilla que neix a les zones recorregudes per la Vendée, que després es va estendre per la Bretanya, Maine, Anjou i part de la Baixa Normandia.

## Sociologia
Sociològicament, els chouans són joves i pagesos. Diverses avaluacions situen l'edat mitjana dels chouans entre els 18 i els 30 anys i el més sovint entre els 20 i els 25 anys. Així, segons Donald Sutherland, citat per Roger Dupuy, una mostra de la població dels chouans de l'est d'Ille-et-Vilaine dona una edat mitjana de 20 anys per al país de Fougères, 22 i mig per al de Vitré i 22 per La Guerche-de-Bretagne. A més, a Loire-Atlantique, el 88% dels chouans pensionats el 1815 tenien menys de 30 anys el 1795. La gènesi del moviment Chouan està fortament lligada al reclutament militar com a part de la taxa massiva que afecta les persones solteres d'entre 18 i 25 anys. Molts joves prefereixen unir-se als insurgents on formen el gruix de les bandes de Chouan.
Pel que fa a la professió dels chouans, al voltant del 80% d'ells són pagesos, entre ells gairebé un 10% teixidors, les condicions de vida dels quals són molt properes a les de la pagesia, també hi ha al voltant d'un 10% d'artesans. També podem recordar que a finals del segle XVIII el món camperol constituïa el 80% de la població francesa. Els pagesos no són menys republicans que els mariners, però aquests, tanmateix, continuen sent minoritaris dins dels chouans, a part d'algunes divisions, a causa de la vigilància de les costes per part de fortes guarnicions republicanes, constantment en peu de guerra davant la por del desembarcament, de les tropes britàniques.

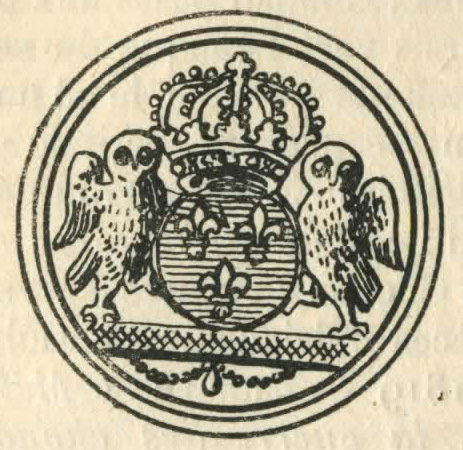
Segell de l'exèrcit reialista de Bretanya.

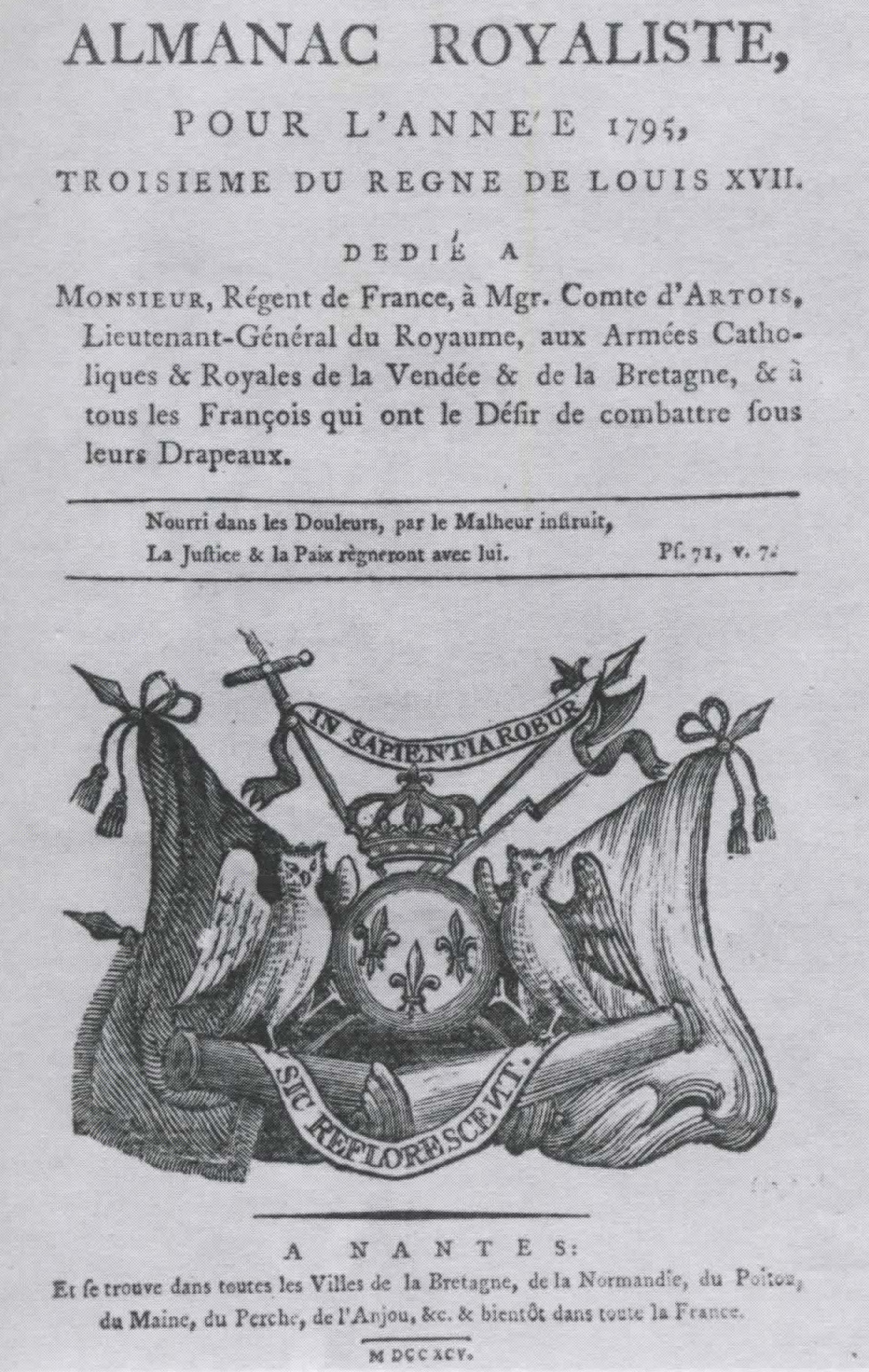
Almanac reialista de 1795.

A Bretanya, Normandia, Maine i Anjou, l'any 1796, en plena guerra, els chouans tenien més de 50.000 homes, entre els quals 30.000 bretons, és a dir, el 5% de la població masculina dels territoris insurgents.
Les dones es van implicar en la guerra amagant els sacerdots i els ferits i assegurant part de la circulació d'informació i subministraments. Encara que rar, també hi ha algunes dones entre els combatents: una d'elles, Mademoiselle du Rocher du Quengo, coneguda com "Victoria" o "Capità Victor", fou un oficial de la divisió de Bécherel i va ser assassinada el juliol de 1795 en la lluita dels Iffs. Segons Roger Dupuy:
| «              | Els textos, sovint a causa dels blaus, esmenten la fúria de les dones durant les emboscades on empenyeren els homes a lluitar i es preocupaven especialment d'acabar amb els patriotes ferits. […] Sembla que aquestes mencions al salvatgisme femení són relativament rares malgrat la violència que inevitablement van infligir els soldats a les dones dels llogarets considerades sospitoses i sotmeses a represàlies l'endemà de l'èxit d'una emboscada dels Chouan | » |
| — Roger Dupuy, | |   |

Protegits pels chouans, els sacerdots refractaris no tenien cap implicació directa en la guerra, un petit nombre es va asseure als consells reialistes i es dedicaven principalment a la correspondència. Segons l'historiador Roger Dupuy: els rols estan clarament assignats i els sacerdots refractaris no s'han d'implicar en enfrontaments militars. Sembla que la majoria dels oficials reialistes els aconsellaven que es mantinguessin en la seva funció sacerdotal, encara que només fos per afirmar-ne el caràcter sagrat i distingir-se dels sacerdots juradors, que de vegades eren oficials de la guàrdia nacional i sovint armats amb rifles per protegir-se les incursions dels chouans".

## Símbol del gat Oot
Un escut, amb les armes de França (Les tres flors de lis) i dos mussols com a suport, amb aquest doble lema: al cap, "IN SAPIENTIA ROBUR" (“la força està en la saviesa”), i a la part inferior, "SIC REFLORESCENT" (així tornaran a florir [els lliris]), que trobem en algunes publicacions emanades de les Agències Reialistes d’Anglaterra, sobretot al frontispici de l'Almanac Reialista de l’any 1795, tercer del regnat de Lluís XVII, a Nantes (Londres) i es troba a totes les ciutats de Bretanya, Normandia, Poitou, Maine, Perche, Anjou, etc., i aviat a tota França, MD CC XCV, a-8o, sembla contenir una mena de consagració oficial de l'ocell de la foscor, que també és el de Minerva, com a emblema de la Chouannerie.
L'antic general en cap dels Chouans, Joseph de Puisaye, va escriure a les seves memòries:
| «                    | Els chouans estaven orgullosos del seu nom, perquè qui no sap que a les revolucions els insults dels enemics són títols de glòria. Des d'aleshores, homes tan ineptes com freds han volgut substituir-lo només amb el dels reialistes. Poc sabien del cor humà; però com nosaltres i jo no ens hem posat mai d'acord, ni més en sentiments que en idees, vaig donar com a segell a tots els Comitès les armes de França recolzades per dos xats-huans, amb aquesta llegenda, no menys al·lusiva a les estupideces del so. -anomenats contrarevolucionaris que al nostre ocell preferit: In sapientia robur. Vaig fer gravar aquest segell als botons d'oficials i soldats; els comtes d'Hisenda i Oilliamson la van adoptar per als seus cossos. No m'han perdonat l'al·lusió; però com era just, la gent només protestava contra la suposada profanació. La flor de lis recolzada per Chats-huans! aquests eunucs contrarevolucionaris van cridar amb menyspreu! I per qui volies que fossin, éssers covards i estúpids? Només calia, després d'haver-los deixat caure al fang, era insultar els qui, aixecant-los, havien obert el camí que els hauries d'haver traçat! | » |
| — Joseph de Puisaye, | |   |